# Sigfús Sigurðsson
Sigfús Sigurðsson (Reykjavík, 7 maggio 1975) è un ex pallamanista islandese.

## Palmarès

### Olimpiadi
- 1 medaglia:
  - 1 argento (Pechino 2008)